# Apel·lació a la por

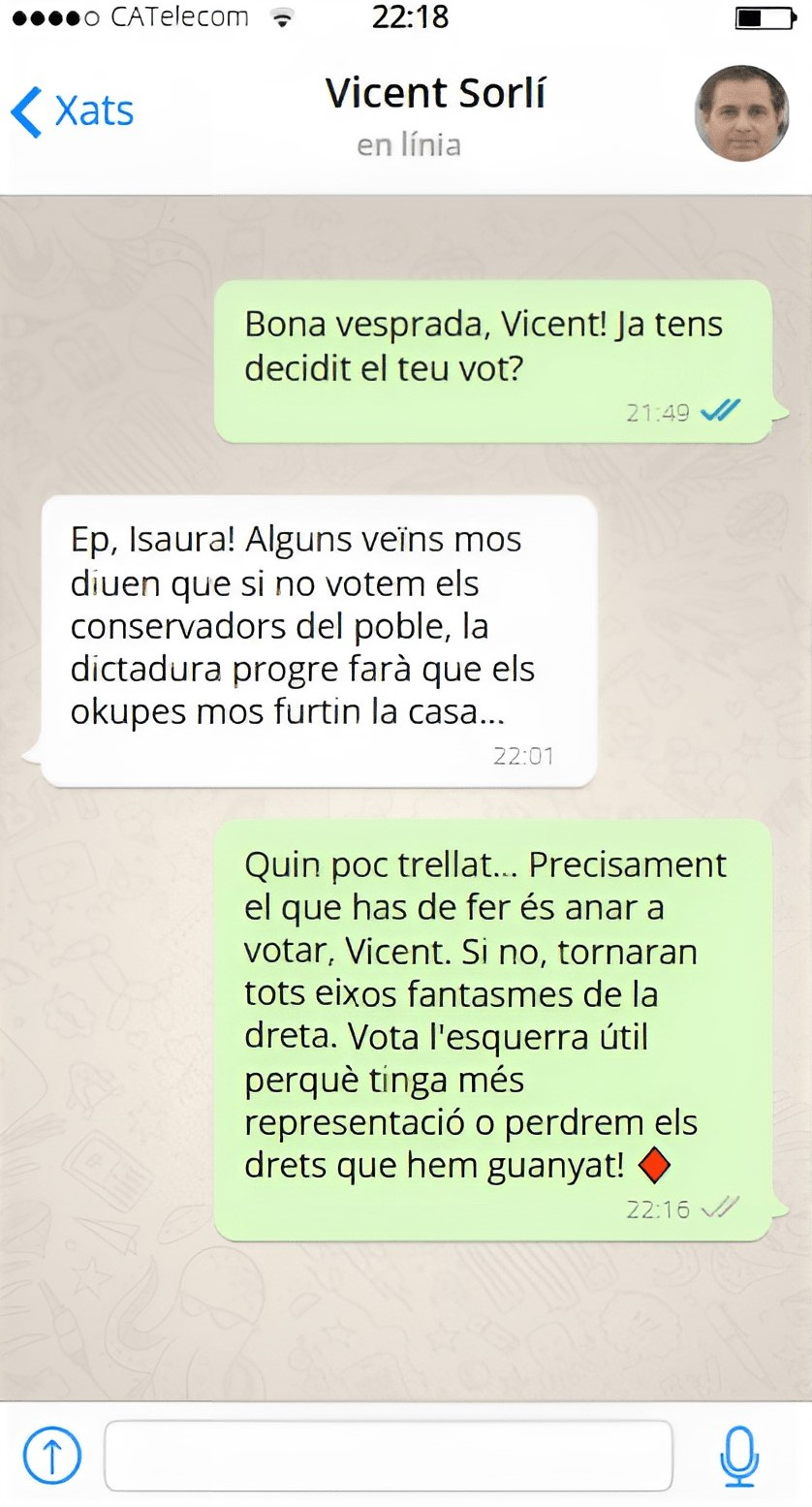
Simulació artificial i exemplificativa d'una conversa per missatgeria instantània en la qual s'hi representen dues de les fal·làcies d'apel·lació a la por més habituals de l'espectre polític esquerra-dreta.

L'apel·lació a la por, també coneguda pels llatinismes argumentum ad metum o argumentum in terrorem, és una fal·làcia lògica que pretén guanyar suport per a un argument o bé esgrimint la defensa vers un enemic, o bé adduint a la por que genera l'opció contrària.
En alguns contextos i segons alguns autors, es considera un tipus d'apel·lació a l'emoció. També se l'ha vinculat al concepte de por hobbessiana, un dels postulats del filòsof Thomas Hobbes pel qual el sentiment de por mútua és un paràmetre cabdal a l'hora de crear societats regides pel contracte social.

## Àmbits d'ús i recurrència política
L'apel·lació a la por ha estat àmpliament documentada tant en l'àmbit de la política electoral com en alguns sistemes judicials. Un exemple concret contemporani d'aquesta fal·làcia són diversos dels arguments a favor de la tinença d'armes als Estats Units d'Amèrica (contraposada al terror de no poder defensar-se legítimament): «si no dus una pistola, no et podràs protegir dels malfactors que t'ataquin». També ho fou la Llei de Drets Humans del Regne Unit del 1998, sobre la qual l'entorn mediàtic aplicà un argument d'apel·lació de la por: suposaria una reducció dels mecanismes en la lluita contra el terrorisme.
En l'espectre polític esquerra-dreta apareixen diverses crides d'aquesta mena. En el marc ideològic espanyol, sobretot d'ençà del decenni del 1990, s'han consolidat diverses fal·làcies del terror, normalitzades per extensió a la majoria del domini electoral catalanoparlant. Des de la dreta i la ultradreta, alguns casos són tals que «si manen les esquerres, els comunistes ensorraran l'economia del país» o la criminalització de col·lectius socials i de la inseguretat com «si voteu governs d'esquerres, oferireu barra lliure als okupes perquè entrin a casa vostra». En canvi, diversos moviments i partits d'esquerra han adquirit discursos de mobilització del vot amb consignes expressades tals que «si no votes i la dreta arriba a governar, t'arrabassà tots els teus drets» o de descrèdit a opcions minoritàries en pro de l'anomenat vot útil o vot de la por: «vota l'esquerra útil o si no es perdrà en favor de la dreta».